# HD 212937
HD 212937，又名BD+77 860，SAO 10351、HR 8550，是一颗恒星，视星等为6.76，位于銀經115.55，銀緯17.55，其B1900.0坐标为赤經22h 22m 51.4s，赤緯+77° 17.55′ 6″。